# Fresh Smashin'
Fresh Smashin' je eden od priljubljenih osvežilnih koktajlov z Beherovko. 

## Sestavine
- 4 cl Becherovke
- 15 cl soka grenivke
- 3 cl sodavice
- 1 čajna žlička sladkorja
- rezina grenivke
- led

## Priprava
Pripravlja se praviloma v visokem kozarcu, ki se proti vrhu širi. Najprej nalijte Beherovko in grenivkin sok in ju zmešajte, nato jima dodajte sodavico s čajno žličko sladkorja in primerno količino ledu. Postrezite z rezino grenivke na robu kozarca (lahko dodate tudi slamico).